# Adam's Rib (1949)

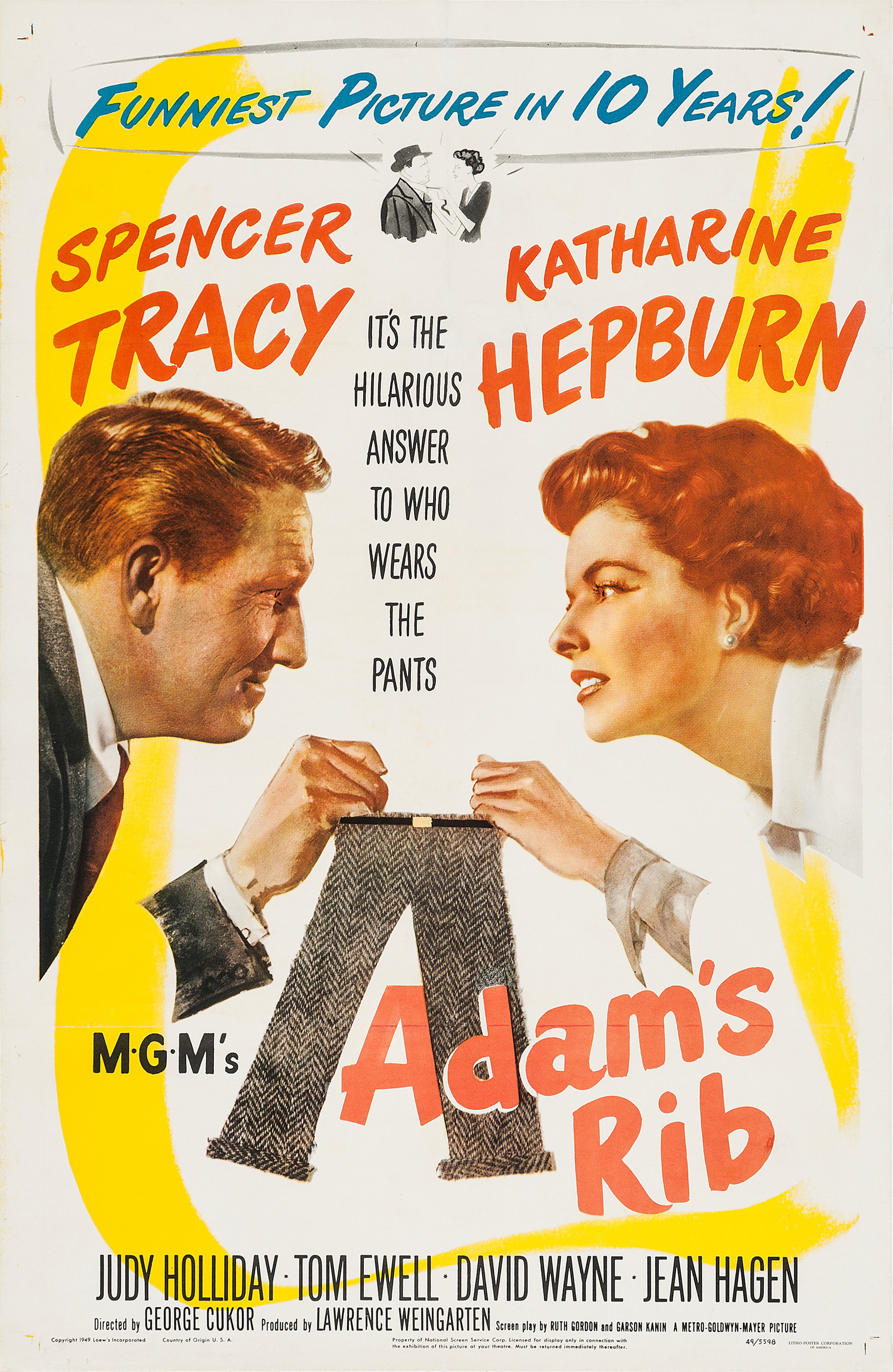
Poster.

Adam's Rib is een Amerikaanse romantische komedie uit 1949 met in de hoofdrollen Spencer Tracy en Katharine Hepburn. Het was de debuutfilm van actrice Judy Holliday. De film werd in 1992 opgenomen in het National Film Registry.

## Verhaal
Een vrouw genaamd Doris Attinger volgt op een dag haar man en ziet dat hij een affaire heeft met een andere vrouw. Woedend opent ze het vuur op de twee met een meegebracht pistool en raakt haar man in de arm.
De volgende dag lezen een man genaamd Adam Bonner en zijn vrouw Amanda, die beide advocaat zijn van beroep, in de krant over het schietincident. Amanda kan wel begrijpen hoe Doris tot haar daad kwam, maar Adam is van mening dat Doris schuldig is aan poging tot moord. Later die dag krijgt Adam te horen dat hij op de zaak is gezet als advocaat van Doris’ echtgenoot. Hierop besluit Amanda om Doris’ advocaat te worden in de rechtszaak. Zodoende komen de wederhelften lijnrecht tegenover elkaar te staan, wat ook buiten de rechtszaak voor de nodige spanningen zorgt. Amanda blijkt bovendien een bedreven advocaat. Ze vernedert Adam in de rechtszaal en slaagt erin de jury te overtuigen dat Doris niet schuldig kan worden bevonden omdat volgens haar een man die op een overspelige vrouw schiet ook niet schuldig bevonden zou worden. Doris wordt vrijgesproken.
Die nacht ziet Adam Amanda samen met hun buurman Kip in diens huis. Hij breekt bij hen in en richt een pistool op hen. Amanda smeekt Adam niet te schieten omdat niemand het recht in eigen hand mag nemen. Hierop onthult Adam dat het pistool dat hij vasthield slechts een imitatie is. Hij wilde Amanda enkel bewijzen waarom Doris volgens hem wel schuldig was. Amanda is woedend en spant een echtscheidingsprocedure tegen Adam aan, maar tijdens het afhandelen van de papieren blijken zij en Adam toch nog van elkaar te houden. Beide kunnen nu de humor van de hele rechtszaak wel inzien.

## Rolverdeling
| Acteur             | Personage             |
| ------------------ | --------------------- |
| Spencer Tracy      | Adam Bonner           |
| Katherine Hepburn  | Amanda Bonner         |
| Judy Holliday      | Doris Attinger        |
| Tom Ewell          | Warren Attinger       |
| David Wayne        | Kip Lurie             |
| Jean Hagen         | Beryl Caighn          |
| Hope Emerson       | Olympia La Pere       |
| Eve March          | Grace                 |
| Clarence Kolb      | Rechter Reiser        |
| Emerson Treacy     | Jules Frikke          |
| Polly Moran        | Mevrouw McGrath       |
| Will Wright        | Rechter Marcasson     |
| Elizabeth Flourney | Dr. Margaret Brodeigh |

## Achtergrond
De film werd specifiek met Spencer Tracy en Katharine Hepburn in gedachten geschreven door vrienden van het duo; Garson Kanin en Ruth Gordon. De twee kregen hun inspiratie voor de film van een waargebeurde zaak tussen het advocatenkoppel William en Dorothy Whitney, die uiteindelijk een echtscheiding aangingen en met hun eigen cliënten trouwden. De werktitel voor de film was Man and Wife, maar MGM vond deze titel te ongepast.
Hepburn en Kanin moedigden Judy Holliday aan om de rol van Doris op zicht te nemen in de hoop zo in te spelen op haar succes als Broadwayactrice.
De film valt op door de soms lange scènes met een enkel camerastandpunt. Deze scènes vinden vooral plaats wanneer de personages op het scherm onenigheid hebben.

## Prijzen en nominaties
- In 1950 werd Adam's Rib genomineerd voor een WGA Award voor best geschreven Amerikaanse komedie. In 1951 werd de film nogmaals voor deze prijs genomineerd.
- In 1951 werd de film genomineerd voor een Oscar voor beste scenario, en een Golden Globe voor beste vrouwelijke bijrol (Judy Holliday)

Erkenning door het American Film Institute:
- 2000: AFI's 100 Years... 100 Laughs - #22
- 2008: AFI's 10 Top 10 - #7 Romantic Comedy[3]

AFI eerde ook hoofdrolspelers Katharine Hepburn en Spencer Tracye met plaatsen op de lijst AFI's 100 Years... 100 Stars.